# 1816 (numero)
Milleottocentosedici (1816) è il numero naturale dopo il 1815 e prima del 1817.

## Proprietà matematiche
- È un numero pari.
- È un numero composto da 8 divisori: 1, 2, 4, 8, 227, 454, 908, 1816. Poiché la somma dei suoi divisori (escluso il numero stesso) è 1604 < 1816, è un numero difettivo.
- È un numero rifattorizzabile in quanto divisibile per il numero dei propri divisori.
- È un numero congruente.
- È un numero intoccabile.
- È un numero odioso.
- È parte delle terne pitagoriche (1362, 1816, 2270), (1816, 3405, 3859), (1816, 51513, 51545), (1816, 103050, 103066), (1816, 206112, 206120), (1816, 412230, 412234), (1816, 824463, 824465).